# Omloop Het Nieuwsblad 2015
L'Omloop Het Nieuwsblad 2015, settantesima edizione della corsa, valido come evento dell'UCI Europe Tour 2015 categoria 1.HC, si svolse il 28 febbraio 2015 per un percorso di 200,2 km.
Fu vinto dal britannico Ian Stannard, già detentore del titolo, in 4h58'42" alla velocità media di 40,2 km/h in una volata a due con l'olandese Niki Terpstra. Il terzo a qualificarsi, a 8" di distanza, fu il belga Tom Boonen.

## Percorso
La Omloop Het Nieuwsblad presenta un percorso impegnativo, caratterizzato da numerosi saliscendi, simile nello stile al Giro delle Fiandre, uno dei monumenti di ciclismo e la più importante corsa ciclistica nelle Fiandre. L'Het Nieuwsblad è tuttavia molto più breve (200,2 km). 
Le due corse condividono molte salite, come il Taaienberg, il Valkenberg e il Molenberg; l'Het Nieuwsblad include anche il Muro di Grammont, che era una importante salita del Giro delle Fiandre fino alla sua rimozione nel 2012. In questa edizionevi è una nuova salita, il Kaperij, dopo 120 km dalla partenza.
La gara è resa più difficile anche per il clima freddo e piovoso del periodo.

## Ordine d'arrivo (Top 10)
| Pos. | Corridore         | Squadra     | Tempo    |
| ---- | ----------------- | ----------- | -------- |
| 1    | Ian Stannard      | Team Sky    | 4h58'41" |
| 2    | Niki Terpstra     | Etixx-Q.    | s.t.     |
| 3    | Tom Boonen        | Etixx-Q.    | a 8"     |
| 4    | Stijn Vandenbergh | Etixx-Q.    | a 15"    |
| 5    | Sep Vanmarcke     | Lotto NL-J. | a 1'24"  |
| 6    | Greg Van Avermaet | BMC         | s.t.     |
| 7    | Zdeněk Štybar     | Etixx-Q.    | a 1'29"  |
| 8    | Philippe Gilbert  | BMC         | a 4'35"  |
| 9    | Luke Rowe         | Team Sky    | a 4'55"  |
| 10   | Arnaud Démare     | FDJ         | s.t.     |